# ŠD Alfa
Le ŠD Alfa est un club de hockey sur glace de Ljubljana en Slovénie. Il évolue dans le Championnat de Slovénie de hockey sur glace,.